# Oicha
Oicha är en ort i Kongo-Kinshasa, sedan 2000 huvudort i territoriet Beni i provinsen Norra Kivu. Den ligger i den östra delen av landet, 1 700 km öster om huvudstaden Kinshasa.